# あっぱれ回転ずし!
「あっぱれ回転ずし!」（あっぱれかいてんずし）は、むてん娘。（モーニング娘。）が無添くら寿司とタイアップ及びコラボレーションしたキャンペーン企画シングル。2010年10月27日にアップフロントワークス（zetimaレーベル）から発売された。

## 内容
- 『無添くら寿司』（現・くら寿司）とコラボレーションしたキャンペーンソング。2010年12月16日まで店内のBGMなどで使用された。
- むてん娘。とは無添くら寿司のキャンペーンのために作られたモーニング娘。をモデルとする漫画のキャラクターである[1]。
  - そのため、本作は公式にモーニング娘。のメジャーシングルの通算枚数の中に含まれていない[2]。
- CDパッケージのタイトル表記では、『あっぱれ◎転ずし!』のように見える字体になっている。
- 初回生産限定盤には24Pブックレットが付いている。
- 店頭に設置されていた「ビッくらポン!」（抽選マシン）で、当選となるピンクのカプセルを引くと、3000名限定の、くら寿司オリジナルバージョンの『あっぱれ回転ずし!』CDが配布された[1][3]。

## 収録曲
全作詞・作曲：つんく
1. あっぱれ回転ずし! [3:50]
編曲：高橋諭一
2. くら寿司 ビッくらポン! [2:11]
編曲：湯浅公一
3. あっぱれ回転ずし!(Instrumental)
4. くら寿司 ビッくらポン!(Instrumental)

## 参加メンバー
- 5期：高橋愛、新垣里沙
- 6期：亀井絵里、道重さゆみ、田中れいな
- 8期：光井愛佳、ジュンジュン、リンリン

## 参加ミュージシャン
- 高橋諭一 - プログラミング&ギター(1)
- 高尾俊行 - ドラムス&パーカッション(1)
- 鎌田浩二 - ギター(1,2)
- 高橋愛 - コーラス(1,2)
- 亀井絵里 - コーラス(1)
- CHINO - コーラス(1)
- つんく♂ - コーラス(1,2)
- 湯浅公一 - プログラミング(2)

### キャラクター
- アイアイ（高橋愛）
- リサリサ（新垣里沙）
- エリエリ（亀井絵里）
- サユサユ（道重さゆみ）
- レイレイ（田中れいな）
- イカイカ（光井愛佳）
- ジェイジェイ（ジュンジュン）
- リリ（リンリン）